# Folklore étudiant en France
 (mai 2016).
Si vous disposez d'ouvrages ou d'articles de référence ou si vous connaissez des sites web de qualité traitant du thème abordé ici, merci de compléter l'article en donnant les références utiles à sa vérifiabilité et en les liant à la section « Notes et références ».
Le folklore étudiant est un ensemble de rites et traditions se déroulant parmi les étudiants de l'enseignement supérieur et universitaire en France. Plusieurs de ces traditions sont centenaires.

## Faluche
La faluche est la coiffe traditionnelle des étudiants de France. Introduite en France en 1888, elle remplace la toque datant du Moyen Âge. C'est un béret de velours noir orné de rubans de couleur et d'insignes.
En 1946, Maurice Bataille publie Marie la Faluche : une figure féminine du folklore estudiantin. L'ouvrage est réédité en 2022 : « Dans l'entre-deux-guerres lillois, il est de tradition de désigner une jeune femme pour qu'elle devienne Marie la Faluche, la mascotte de l'Union des étudiants. [...] Classée dans les romans sentimentaux lors de sa sortie en 1946, l'œuvre de Maurice Bataille est avant tout une tragédie sociale qui nous questionne sur la place laissée aux femmes dans le monde masculin des études. À travers sept figures emblématiques, cette réédition propose de revenir en postface sur l'évolution de la figure féminine dans le folklore estudiantin du XIXe siècle jusqu'à nos jours ».
Dans les années 1970, la région poitevine héberge le roi de la basoche, portant la faluche, et qui se fera connaître pour assister au couronnement en Centrafrique de Jean-Bedel Bokassa.

## Autres coiffes
Certaines écoles françaises possèdent leur propre coiffe estudiantine. Ainsi, les bérets et blouses sont utilisés par certaines écoles françaises d’ingénieurs.
La chéchia stambouli ou fez pour les étudiants de l'ISTOM, en souvenir de ses liens privilégiés avec l'Afrique.
Le khâlot est porté dans certaines classes préparatoires aux grandes écoles.
Les ingénieurs de l'Institut national des sciences appliquées de Lyon disposent du chapeau noir sur lequel figure le numéro de promotion en chiffres romains.
Le bicorne et la tangente sont attitrés aux polytechniciens. Avec le shako pour l'École spéciale militaire de Saint-Cyr ; le taconnet pour l'École des officiers de la gendarmerie nationale et le képi ou le calot pour les autres écoles militaires, ils font partie intégrante des uniformes règlementaires de ces écoles.